# Gradateur

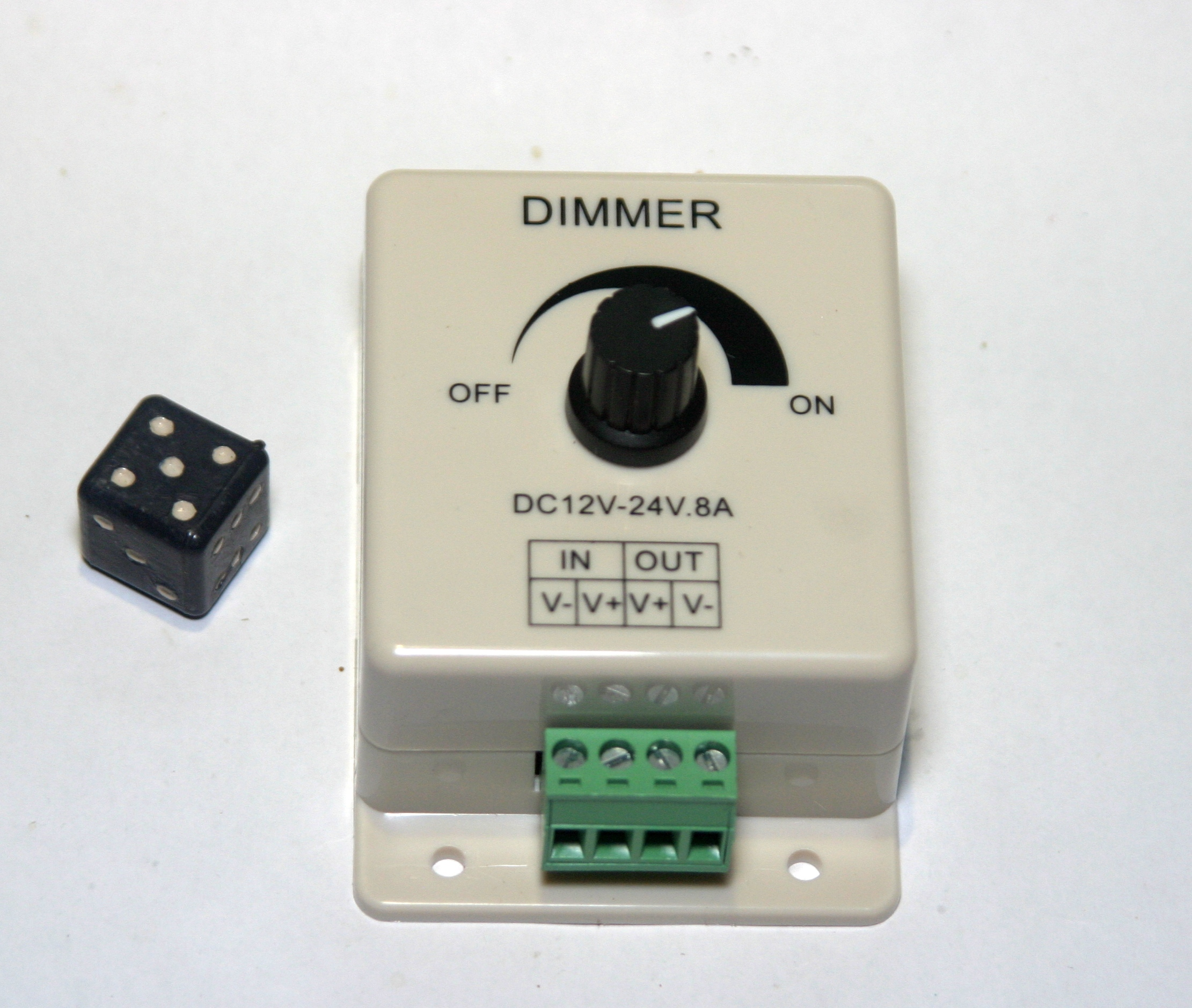
Gradateur pour lampe à incandescence et LED.

Un gradateur est un appareil électronique destiné à faire varier la puissance délivrée à un autre appareil avec un bon rendement : un éclairage (projecteurs de scène, par exemple). C'est donc un dispositif de l'électronique de puissance, qui fonctionne en modulant la forme du signal électrique afin de faire varier la tension et l'intensité de sortie délivrés à l'appareil utile, nommé la charge. Le gradateur réduit la puissance délivrée à la charge sans la consommer lui-même, en comparaison d'un circuit sans gradateur. Ce dispositif est utilisé sur des tensions alternatives (souvent sinusoïdales) : c'est un convertisseur direct alternatif - alternatif.
Les appareils similaires destinés à d'autres applications que l'éclairage (varier la vitesse d'un moteur, souvent) sont généralement appelés variateurs.

## Principe

### Commande par angle de phase
L'interrupteur autorise le passage du courant durant un temps plus ou moins long de la demi-période. Ce temps est défini par le rapport cyclique qui est le rapport du temps de fermeture divisé par la demi-période. Il est donc compris entre 0 et 1. Quand il est égal à 0 la tension de sortie est quasiment nulle, et quand il est égal à 1 la tension de sortie est la même que celle de l'entrée (du réseau).
Le signal de commande, appelé angle de retard à l'ouverture, doit être synchrone avec la tension aux bornes de l'interrupteur.

### Commande par train d'onde
Dans ce système, l'interrupteur autorise le passage du courant pendant une durée T1 correspondant à un nombre entier de périodes du secteur. Puis il coupe pendant le reste de la période T2 de fonctionnement.
On règle le transfert d’énergie en faisant varier le rapport T1/T2. Ce procédé est réservé aux machines à forte inertie, telles que les fours et le chauffage (dans ce cas, inertie thermique).
Il permet de s'affranchir des problèmes de facteur de puissance et d'harmoniques hautes fréquences provoqués par la technologie « angle de phase ». Mais, en revanche, il introduit des perturbations de très basses fréquences provoquant sur le réseau des effets tel que le papillotement ou flicker. Cependant, dans les installations de forte puissance, cet effet peut être fortement atténué en disposant des multiples gradateurs dont le fonctionnement est décalé dans le temps de telle sorte qu'il ne soient jamais synchronisés.
Le nombre entier de périodes est nécessaire pour que la tension délivrée soit alternative (valeur moyenne nulle). En revanche, il est possible que la durée T2 corresponde à un nombre impair de demi-périodes.

## Conception
Les gradateurs peuvent utiliser des triacs pour faire varier la tension efficace en sortie du montage.
Pour alimenter les équipements de forte puissance, les gradateurs peuvent être réalisés par des groupes de thyristors montés en anti-parallèle, ou bien éventuellement par des associations thyristors-diodes dans le cas de raccordements à des réseaux polyphasés.
Un groupe de thyristors monté en anti-parallèle consiste en deux thyristors identiques montés tête-bêche, l'anode de l'un étant raccordé à la cathode de l'autre. L'un des thyristors se charge du contrôle des alternances positives, l'autre du contrôle des alternances négatives. Le triac est un cas particulier de ce montage, pour lequel les gâchettes des deux thyristors sont reliées ensemble.

## Utilisation
Les gradateurs sont utilisés pour réaliser des variateurs pour certains appareils fonctionnant sur le réseau (lampes halogènes, aspirateurs domestiques, outils électroportatifs…), pour la régulation de chauffage électrique, ainsi que dans de nombreux processus industriels (float glass pour la fabrication du verre plat, réchauffage de fluides en pétrochimie, fours à diffuser, bancs d'essais de cyclage thermique, etc.).
Dans les applications d'éclairage, ils sont parfois appelés dimmers (de l'anglais to dim, assombrir).
En psychologie, il a été prouvé qu'une légère obscurité suscite dans le cerveau plus de créativité qu'une pleine lumière.